# سوسک سیاه آفریقایی
سوسک سیاه آفریقایی (نام علمی: Heteronychus arator) نوعی سوسک کرگدنی است که خاستگاهش قاره آفریقا است. این سوسک در استرالیا و زلاندنو نیز زندگی می‌کند. سوسک سیاه آفریقایی، براق، سیاه و بیضی شکل بوده و طولش ۱۲ تا ۱۵ میلی‌متر است.